# Église Notre-Dame de Subéhargues
Pour les articles homonymes, voir Église Notre-Dame.
L’église Notre-Dame de Subéhargues est un lieu de culte catholique situé sur la commune d’Aire-sur-Adour, dans le département français des Landes. Elle est rattachée à la paroisse de Sainte-Quitterie et au diocèse d’Aire-et-Dax.

## Localisation
L’église est plutôt isolée, au nord-est de la commune d’Aire-sur-Adour, à l’ouest du hameau de Subéhargues,. Elle est l’un des quatre édifices catholiques de la commune, avec la cathédrale Saint-Jean-Baptiste, l’église Saint-Quitterie et l’église du carmel Saint-Joseph.

## Historique
En 1569, les troupes huguenotes du comte Gabriel Ier de Montgommery dépouillent et brûlent l’église. Le 15 mai 1810, elle devient une annexe de la cathédrale Saint-Jean-Baptiste, et le 4 août 1839, elle en devient une succursale. De 1840 à 1846 ont lieu de nombreux travaux : en août 1841, le presbytère et le clocher sont rénovés, le 6 février 1842 la cloche est fondue pour être remplacée le 21 août. Enfin, du premier février au 3 mai 1846, le clocher est exhaussé, car le son de la nouvelle cloche ne retentissait pas bien. Louis Saint-Blancat réalise les vitraux de l'église de 1904 à 1908. Une deuxième phase de travaux au milieu du XXe siècle, d’abord en 1948, quand la voûte est réparée, puis en juin 1964, où c’est au tour du chœur d’être peint et enfin, en 1965, les voûtes, nefs latérales et nef centrale sont restaurées.